# Bajna, Ungern
Bajna är en mindre stad i provinsen Komárom-Esztergom i Ungern. År 2019 hade Bajna totalt 1 872 invånare.